# John Entwistle
John Alec Entwistle (Chiswick, 9 de outubro de 1944 – Paradise, 27 de junho de 2002) foi um músico inglês que foi baixista da banda de rock The Who. A carreira musical de Entwistle durou mais de quatro décadas. Apelidado de "The Ox" e "Thunderfingers", ele era o único membro da banda com treinamento musical formal e também fornecia apoio e vocais ocasionais. Entwistle foi incluído no Hall da Fama do Rock and Roll como membro do Who em 1990.
Reconhecido por suas habilidades musicais, a abordagem instrumental de Entwistle usava linhas principais pentatônicas e um som rico em agudos então incomum ("agudos completos, volume total"). Ele foi eleito o maior baixista de todos os tempos em uma enquete dos leitores da Rolling Stone de 2011 e, em 2020, a mesma revista o classificou em terceiro lugar em sua própria lista dos 50 maiores baixistas de todos os tempos.

## Biografia
John Alec Entwistle nasceu em 9 de outubro de 1944 em Chiswick, que hoje faz parte de Londres.  Ele era filho único. Seu pai, Herbert, que morreu em 2003, tocava trompete  e sua mãe, Maud (nascida Lee) (29 de novembro de 1922 - 4 de março de 2011), tocava piano.  O casamento de seus pais fracassou logo depois que ele nasceu, e ele foi criado principalmente por sua mãe na casa de seus avós em South Acton.  O divórcio era incomum na década de 1940 e isso contribuiu para que Entwistle se tornasse reservado e se socializasse pouco. 
Sua carreira musical começou aos 7 anos, quando começou a ter aulas de piano. Ele não gostou da experiência e depois de ingressar na Acton County Grammar School aos 11 anos, mudou para o trompete,  passando para a trompa quando se juntou à Orquestra Sinfônica das Escolas de Middlesex.  Ele conheceu Pete Townshend no segundo ano de escola, e os dois formaram uma banda de jazz tradicional, The Confederates. O grupo fez apenas um show juntos, antes de decidirem que o rock and roll era uma perspectiva mais atraente.  Entwistle, em particular, estava tendo dificuldade em ouvir seu trompete com bandas de rock, e decidiu passar a tocar guitarra, mas devido aos seus dedos grandes, e também ao seu gosto pelos tons graves da guitarra de Duane Eddy, ele decidiu levar em vez disso, aumente o baixo.  Ele fez seu próprio instrumento em casa, e logo atraiu a atenção de Roger Daltrey, que havia trabalhado um ano acima de Entwistle no condado de Acton, mas foi expulso e estava trabalhando como companheiro de eletricista. Daltrey conhecia Entwistle desde a escola e convidou-o para ingressar como baixista em sua banda, os Detours. 

## Carreira

### The Who
Depois de ingressar no Detours, Entwistle desempenhou um papel importante no incentivo ao talento emergente de Pete Townshend na guitarra e na insistência para que Townshend fosse admitido na banda também. Eventualmente, Daltrey demitiu todos os membros de sua banda com exceção de Entwistle, Townshend e do baterista Doug Sandom, um músico semi-profissional que era vários anos mais velho que os outros. Daltrey renunciou ao papel de guitarrista para Townshend em 1963, tornando-se frontman e vocalista principal.
A banda considerou várias mudanças de nome, finalmente optando pelo nome Who enquanto Entwistle ainda trabalhava como fiscal (atuando temporariamente como High Numbers por quatro meses em 1964). Quando a banda decidiu que o loiro Daltrey precisava se destacar mais dos demais, Entwistle tingiu seu cabelo castanho claro de preto, e assim permaneceu até o início dos anos 1980. Por volta de 1963, Entwistle tocou em uma banda londrina chamada Initials por um curto período; a banda se separou quando um compromisso planejado com residentes na Espanha fracassou.
Entwistle ganhou dois apelidos durante sua carreira como músico. Ele foi apelidado de "The Ox" por causa de sua constituição forte e aparente capacidade de "comer, beber ou fazer mais do que o resto deles". Ele também foi mais tarde apelidado de "Thunderfingers". Bill Wyman, baixista dos Rolling Stones, o descreveu como "o homem mais quieto em particular, mas o homem mais barulhento no palco". Entwistle foi um dos primeiros a fazer uso de amplificadores Marshall na tentativa de se ouvir acima do barulho dos membros de sua banda, que notoriamente pularam e se movimentaram no palco, com Townshend e Keith Moon quebrando seus instrumentos em inúmeras ocasiões (Moon até usou explosivos em sua bateria durante uma apresentação na televisão no The Smothers Brothers Comedy Hour . Townshend comentou mais tarde que Entwistle começou a usar a amplificação Marshall para se ouvir sobre o estilo de bateria rápido de Moon, e o próprio Townshend também teve que usá-los apenas para ser ouvido em Entwistle. Ambos continuaram expandindo e experimentando seus equipamentos, até que ambos estivessem usando pilhas duplas com novos protótipos experimentais de amplificadores de 200 watts, numa época em que a maioria das bandas usava amplificadores de 50-100 watts com gabinetes individuais. Tudo isso rapidamente deu ao Who a reputação de ser "a banda mais barulhenta do planeta"; eles atingiram 126 decibéis em um show de 1976 em Londres, listado no Livro Guinness de Recordes Mundiais como o show de rock mais barulhento da história.

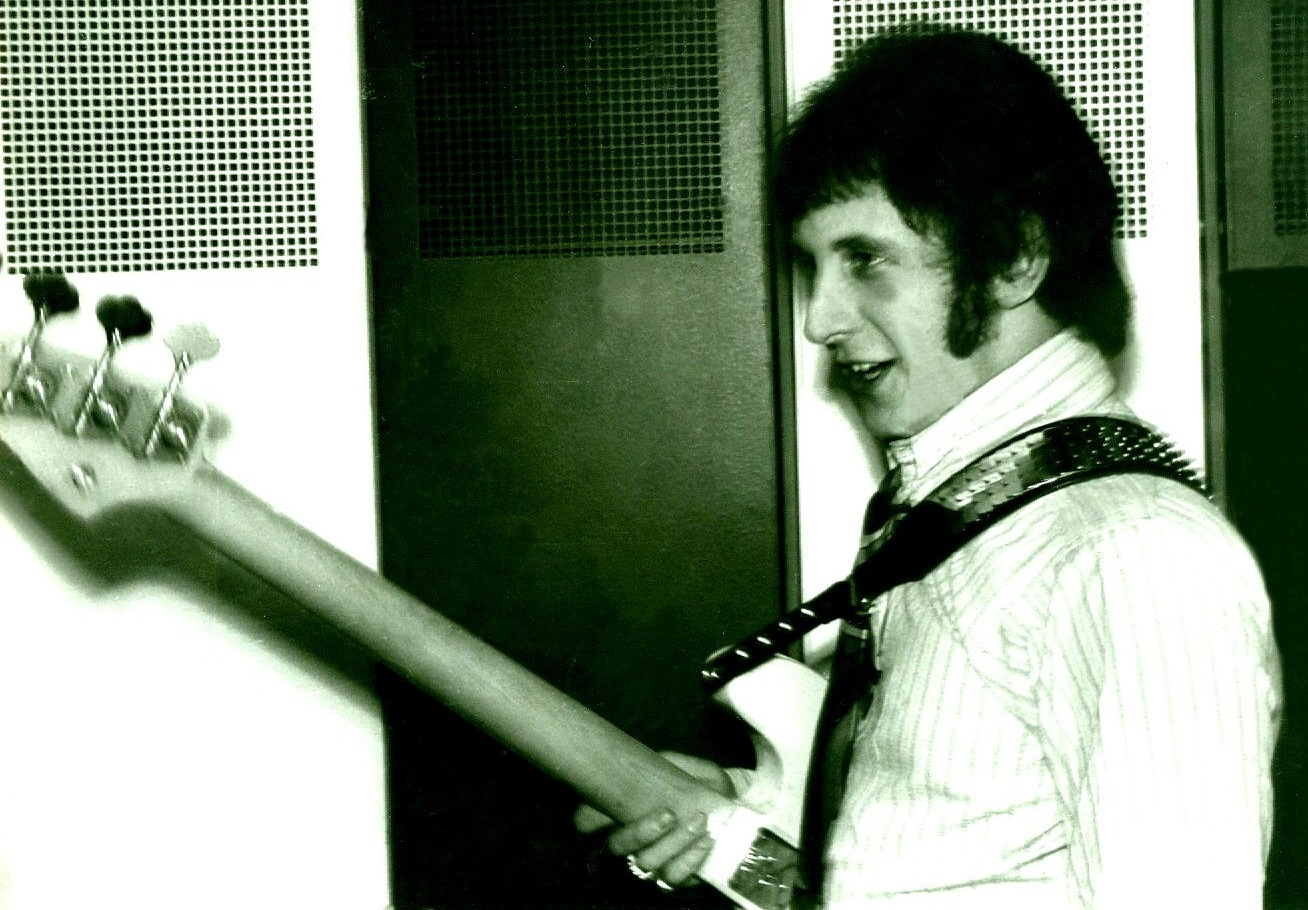
Entwistle nos bastidores antes de um show no Friedrich-Ebert-Halle em Ludwigshafen, Alemanha, 1967

A banda teve uma forte influência na época na escolha de equipamentos de seus contemporâneos, com Cream e Jimi Hendrix Experience seguindo o exemplo. Embora tenham sido pioneiros e contribuído diretamente para o desenvolvimento do som "clássico" do Marshall (neste ponto seu equipamento estava sendo construído ou ajustado de acordo com suas especificações pessoais), eles usaram equipamento Marshall apenas por alguns anos. Entwistle eventualmente passou a usar um equipamento Sound City, com Townshend posteriormente seguindo o exemplo. Townshend ressalta que Jimi Hendrix, seu novo companheiro de gravadora, foi influenciado além do volume da banda. Tanto Entwistle quanto Townshend começaram a experimentar o feedback dos amplificadores em meados da década de 1960, e Hendrix só começou a destruir seus instrumentos depois de testemunhar a "arte autodestrutiva" do Who.
O senso de humor irônico e às vezes sombrio de Entwistle às vezes entrava em conflito com o trabalho intelectual mais introspectivo de Townshend. Embora ele tenha escrito canções em todos os álbuns de estúdio do Who, exceto Quadrophenia, Entwistle ficou frustrado por Daltrey não ter permitido que ele mesmo as cantasse. Como ele disse: "Eu coloquei algumas [músicas] por álbum, mas meu problema era que eu queria cantar as músicas e não deixar Roger cantá-las." Esta foi uma grande parte da razão que ele se tornou o primeiro membro da banda a lançar um álbum solo de estúdio, Smash Your Head Against the Wall (1971), que contou com contribuições de Keith Moon, Jerry Shirley do Humble Pie, Vivian Stanshall, Neil Innes e o roadie, Dave "Cyrano" Langston.
Ele foi o único membro da banda que teve treinamento musical formal. Além do baixo, ele contribuiu com backing vocals e tocou trompa (ouvida em "Pictures of Lily" e em Tommy), trompete, piano, corneta e Berimbau de boca, e em algumas ocasiões cantou os vocais principais em suas composições. Ele colocou várias trompas em camadas para criar a seção de metais ouvida em músicas como "5:15", entre outras, durante a gravação dos álbuns de estúdio do Who, e para shows, organizou uma seção de sopros para tocar com a banda.

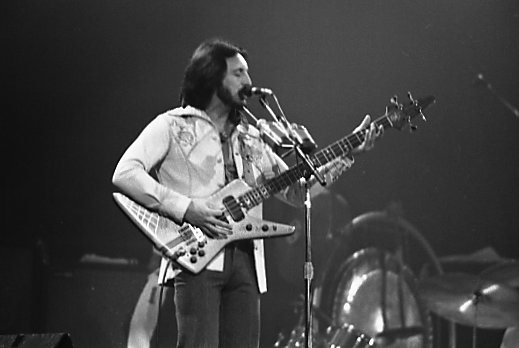
Entwistle se apresentando com o Who no Maple Leaf Gardens em Toronto, Canadá, 1976

Embora Entwistle fosse conhecido por ser o membro mais quieto do Who, na verdade ele muitas vezes exerceu grandes influências no resto da banda. Por exemplo, Entwistle foi o primeiro membro da banda a usar um colete Union Jack. Esta peça de roupa mais tarde se tornou uma das peças de roupa exclusivas de Townshend.
Em 1974, ele compilou Odds & Sods, uma coleção de material inédito do Who. Entwistle desenhou a arte da capa do sétimo álbum de estúdio da banda, The Who by Numbers (1975), e em uma entrevista de 1996 comentou que custou £ 30 para criar, enquanto a capa do Quadrophenia, desenhada por Pete Townshend, custou £ 16.000.
Entwistle também experimentou ao longo de sua carreira o "Bi-amplificação", onde os agudos e graves dos graves são enviados por caminhos de sinal separados, permitindo mais controle sobre a saída. A certa altura, seu equipamento ficou tão carregado de caixas de som e equipamentos de processamento que foi apelidado de "Little Manhattan", em referência às imponentes pilhas, racks e luzes piscantes, semelhantes a arranha-céus.

#### Composição
Enquanto Townshend emergia como o compositor-chefe do Who, Entwistle começou a fazer contribuições distintas para o catálogo da banda, começando com "Whiskey Man" e "Boris the Spider" no segundo álbum de estúdio da banda, A Quick One (1966), continuando com "Doctor, Doctor" e "Someone's Coming" (1967); "Silas Stingy", "Heinz Baked Beans" e "Medac" do terceiro álbum de estúdio da banda, The Who Sell Out (1967); "Dr. Jekyll e Sr. Hyde" (1968); e "Heaven and Hell", com a qual o Who abriu seus shows ao vivo entre 1968 e 1970.
Entwistle escreveu "Cousin Kevin" e "Fiddle About" para o quarto álbum de estúdio do Who, Tommy (1969), porque Townshend havia solicitado especificamente a Entwistle que escrevesse 'músicas desagradáveis' com as quais ele se sentisse desconfortável. "My Wife", a canção cômica e estimulante de Entwistle sobre conflitos conjugais do quinto álbum de estúdio da banda, Who's Next (1971), também se tornou um número popular no palco. Escreveu "Success Story" para The Who by Numbers (1975), para a qual também desenhou a ilustração da capa do álbum; "Had Enough", "905" e "Trick of the Light " para Who Are You (1978); "The Quiet One" e "You" para Face Dances (1981); e "It's Your Turn", "Dangerous" e "One at a Time" para It's Hard (1982), seu último álbum de estúdio com o Who.

### Outros trabalhos

#### Carreira solo
Em 1971, Entwistle se tornou o primeiro membro da banda a lançar um álbum solo de estúdio, Smash Your Head Against the Wall, que lhe rendeu seguidores cult nos Estados Unidos para os fãs de seu tipo de humor negro. Outros álbuns de estúdio solo incluem: Whistle Rymes (1972), Rigor Mortis Sets In (1973), Mad Dog (1975), Too Late the Hero (1981) e The Rock (1996). A banda estava preocupada em gravar The Who by Numbers durante a primavera de 1975 e não fez nenhuma turnê durante a maior parte do ano, então Entwistle passou o verão realizando shows solo. Ele também liderou a John Entwistle Band em turnês de clubes nos Estados Unidos durante a década de 1990, e apareceu com Ringo Starr & His All-Starr Band em 1995. Artista visual talentoso, Entwistle realiza exposições regulares de suas pinturas, muitas delas apresentando o Who. Em 1984, ele se tornou o primeiro artista, além de Arlen Roth, a gravar um vídeo instrutivo para a empresa Hot Licks Video de Roth.
Em 1990, Entwistle fez uma turnê com o Best, um supergrupo de curta duração que incluía Keith Emerson do Emerson, Lake & Palmer, Joe Walsh dos Eagles, Jeff "Skunk" Baxter do Steely Dan do The Doobie Brothers, e o músico Simon Phillips. No final de sua carreira, ele formou o John Entwistle Project com o amigo de longa data, o baterista Steve Luongo, e o guitarrista Mark Hitt, ambos ex-Rat Race Choir. Isso evoluiu para a John Entwistle Band, com Godfrey Townsend substituindo Mark Hitt na guitarra e juntando-se aos vocais de harmonia. Em 1996, a banda saiu na turnê "Left for Dead" com Alan St. Jon entrando nos teclados. Depois que Entwistle fez uma turnê com o Who for Quadrophenia em 1996-97, a John Entwistle Band partiu na turnê "Left for Dead – the Sequel" no final de 1998, agora com Gordon Cotten nos teclados. Após essa segunda aventura, a banda lançou um álbum com destaques da turnê, intitulado Left for Live e um álbum de estúdio Music from Van-Pires em 2000. O álbum trazia demos perdidas do baterista do Who, Keith Moon, junto com partes recém-gravadas pela banda.
Em 1995, Entwistle também excursionou e gravou com Ringo Starr em uma das encarnações da Ringo Starr & His All-Starr Band. Este também contou com Billy Preston, Randy Bachman do Guess Who, e Mark Farner do Grand Funk Railroad. Neste conjunto, ele tocou e cantou "Boris the Spider" como sua peça final do Who, junto com "My Wife". Perto do final de sua carreira, ele usou um Status Graphite Buzzard Bass, que ele havia projetado. De 1999 ao início de 2002, ele tocou como parte do Who. Entwistle também tocou no Woodstock '99, junto com Mickey Hart do Grateful Dead, sendo os únicos artistas que subiram ao palco no Woodstock original. Como projeto paralelo, ele tocou baixo em um projeto de álbum de estúdio de country rock com músicas originais chamado Pioneers, com Mickey Wynne na guitarra solo, Ron Magness na guitarra base e teclado, Roy Michaels, Andre Beeka nos vocais e John Delgado. tocando bateria. O álbum foi lançado pela Voiceprint Records. Pouco antes de sua morte, Entwistle concordou em tocar em alguns shows nos Estados Unidos com a banda, incluindo o Grand Ole Opry de Nashville, após sua última turnê com o Who.
Em 2001, ele tocou no show de tributo aos Beatles de Alan Parsons, A Walk Down Abbey Road. O show também contou com Ann Wilson do Heart, Todd Rundgren, David Pack do Ambrosia, Godfrey Townsend, Steve Luongo e John Beck do It Bites. Naquele ano ele também tocou com o Who no Concert for New York City. Ele também juntou forças novamente com a John Entwistle Band para uma turnê de 8 shows. Desta vez, Chris Clark tocou teclado. De janeiro a fevereiro de 2002, Entwistle fez seus últimos shows com o Who em algumas datas na Inglaterra, sendo a última em 8 de fevereiro no Royal Albert Hall de Londres. No final de 2002, um CD duplo expandido Left for Live Deluxe foi lançado, destacando as performances da John Entwistle Band.

#### Arte
Entre 1996 e 2002, Entwistle participou de dezenas de inaugurações de arte em sua homenagem. Ele conversou com cada colecionador, personalizando sua arte com uma citação e um esboço de “Boris”. No início de 2002, Entwistle terminou aquele que foi seu último desenho. "Eyes Wide Shut" representou um novo estilo para Entwistle. Apresentando Jimi Hendrix, Pete Townshend, Jimmy Page do Led Zeppelin e Eric Clapton, o estilo de Entwistle evoluiu de simples desenhos de linhas e caricaturas para uma representação mais realista de seus temas. Ele estava mais confiante e relaxado com sua arte e pronto para compartilhar isso com seus colecionadores.

Entwistle escreveu isso em uma de suas artes:
Agora ... ! Eu ainda sou o baixista. Se você estiver lendo esta biografia em um show – não se esqueça de acenar – sou eu quem está à esquerda. Se você estiver lendo isso em uma exposição de arte – Ajude a apoiar um artista faminto COMPRE ALGO!

## Vida pessoal
Em 1967, Entwistle casou-se com sua namorada de infância, Alison Wise. Ele comprou uma grande casa geminada em Stanmore, Londres, enchendo-a com todos os tipos de artefatos extraordinários, desde armaduras até uma aranha tarântula. Sua excentricidade e gosto pelo bizarro permaneceriam com ele por toda a vida, e quando ele finalmente se mudou da cidade em 1978, para Stow-on-the-Wold, em Gloucestershire, sua mansão vitoriana de 17 quartos, Quarwood, parecia uma mansão vitoriana de 17 quartos. Também abrigou uma das maiores coleções de guitarras pertencentes a músicos de rock.
Entwistle e Wise tiveram um filho, Christopher. O casamento acabou em divórcio. Entwistle mais tarde se casou com Maxene Harlow. No momento de sua morte, sua parceira de longa data era Lisa Pritchett-Johnson.

## Morte e legado

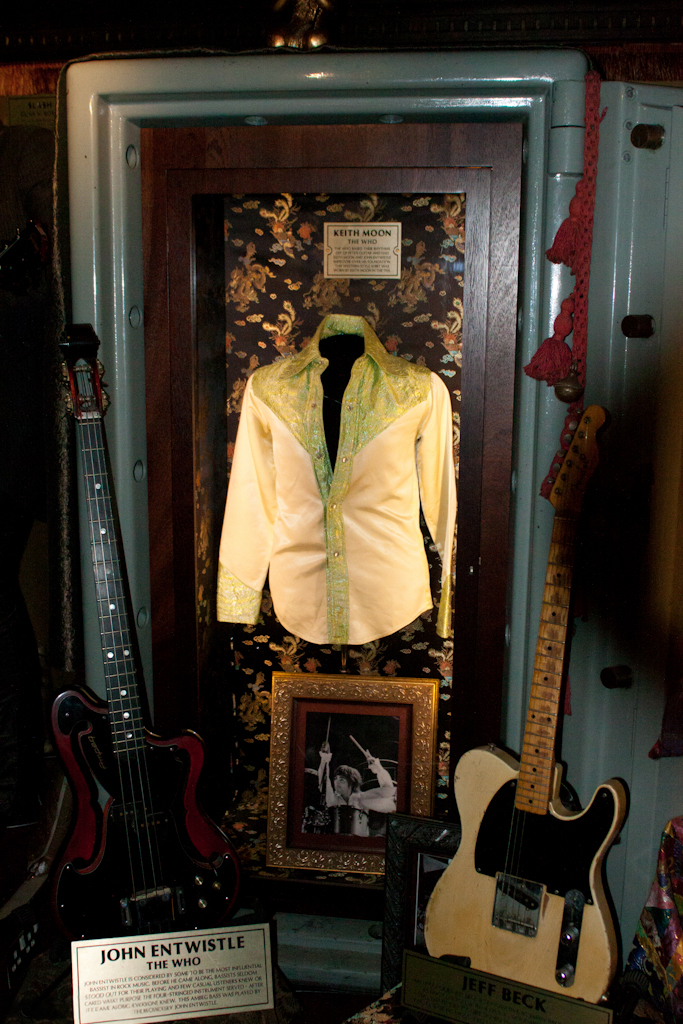
Exibição do baixo de Entwistle junto com uma camisa que pertencia ao colega de banda Keith Moon no Hard Rock Cafe, Londres

Entwistle morreu no quarto 658 do Hard Rock Hotel and Casino em Paradise, Nevada, em 27 de junho de 2002, um dia antes do primeiro show programado da turnê do Who's 2002 pelos Estados Unidos. Ele tinha 57 anos. Entwistle foi para a cama naquela noite com Alycen Rowse, uma stripper e groupie local, que acordou na manhã seguinte e encontrou Entwistle morto. O médico legista do condado de Clark determinou que sua morte foi devido a um ataque cardíaco induzido por uma quantidade indeterminada de cocaína. Entwistle já tinha uma doença cardíaca grave e costumava fumar 20 cigarros por dia.
Entwistle passou por um exame médico para fins de seguro antes do início da turnê do Who's 2002. O exame revelou hipertensão e colesterol alto. O biógrafo autorizado de Entwistle, Paul Rees, sugeriu que um exame físico mais detalhado teria revelado que três de suas artérias estavam bloqueadas e necessitavam de cirurgia.
Seu funeral foi realizado na Igreja de St Edward em Stow-on-the-Wold, Gloucestershire, Inglaterra, em 10 de julho de 2002. Seu corpo foi cremado e suas cinzas foram enterradas de forma privada nos terrenos de sua mansão, Quarwood. Um serviço memorial foi realizado em 24 de outubro em St Martin-in-the-Fields, Trafalgar Square, Londres. A enorme coleção de guitarras e baixos de Entwistle foi leiloada na Sotheby's em Londres por seu filho, Christopher, para pagar impostos antecipados sobre o patrimônio de seu pai.
No site de Pete Townshend, Townshend e Roger Daltrey publicaram uma homenagem, dizendo: “The Ox deixou o prédio – perdemos outro grande amigo. Obrigado pelo seu apoio e amor. Pete e Roger."
A mansão de Entwistle, Quarwood, e alguns de seus pertences pessoais foram posteriormente vendidos para atender às demandas da Receita Federal; ele trabalhou para a agência de 1962 a 1963 como fiscal antes de ser rebaixado a arquivista, antes de ingressar na Who.
Um aspecto da vida de Entwistle que surgiu após sua morte foi uma surpresa até mesmo para aqueles mais próximos a ele, incluindo os membros do Who. “Só no dia do seu funeral é que descobri que ele passou a maior parte da sua vida como maçom”, disse Townshend.
O baixista galês Pino Palladino, que já havia tocado em vários álbuns solo de estúdio de Townshend, assumiu o lugar de Entwistle no palco quando o Who retomou sua turnê adiada pelos Estados Unidos em 1º de julho de 2002. Townshend e Daltrey conversaram longamente sobre sua reação à morte de Entwistle. Alguns de seus comentários podem ser encontrados no DVD The Who Live in Boston.
Na noite de abertura de sua turnê Vapor Trails, que começou em Hartford, Connecticut, em 28 de junho de 2002 (a noite após a morte de Entwistle), Geddy Lee do Rush dedicou a performance da banda da música "Between Sun and Moon" a Entwistle.
O sétimo álbum de estúdio do Pearl Jam, Riot Act, lançado no final de 2002, foi dedicado a Entwistle, entre outros.
O Oasis tocou uma versão cover de "My Generation" durante sua turnê europeia de verão de 2002 como uma homenagem a Entwistle.
Em um show do Red Hot Chili Peppers em Slane Castle em 2003, Flea subiu no palco vestindo uma versão do traje de esqueleto que Entwistle usou durante a turnê do Who's 1970, como uma homenagem.

## Técnica

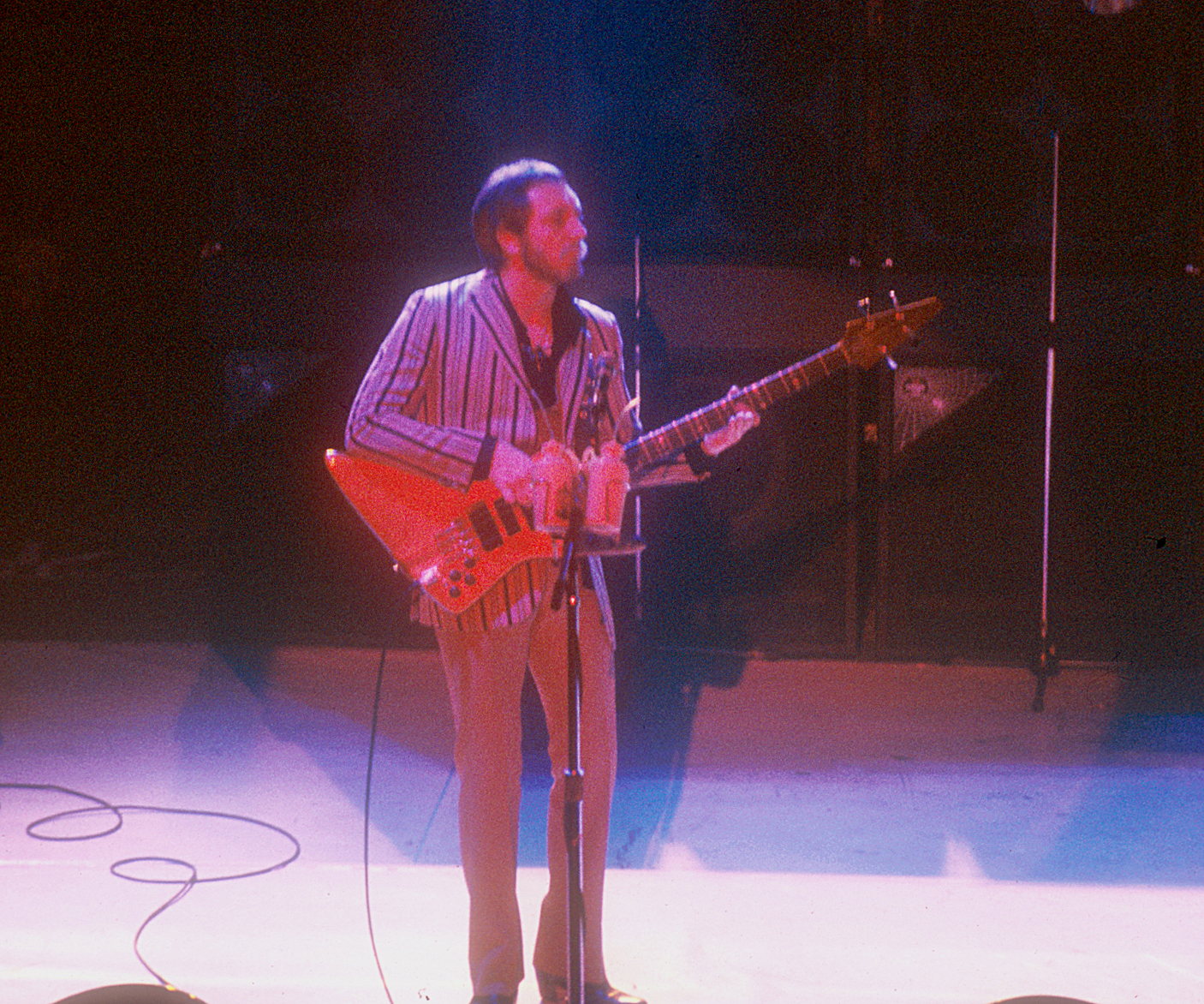
Entwistle se apresentando com o Who no Manchester Apollo em 1981

A técnica de tocar de Entwistle incorporava estilo de dedo, palheta, tapping e o uso de harmônicos. Ele mudou seu estilo entre as músicas e até durante as músicas para alterar o som que produzia. Sua técnica de dedilhado envolvia tocar as cordas com muita força para produzir um som agudo e vibrante. Ele mudou a posição do polegar do captador para a corda E e ocasionalmente até posicionou o polegar perto do captador. Sua técnica de palheta envolvia segurar a palheta entre o polegar e o indicador, com o resto dos dedos estendidos para manter o equilíbrio.
As gravações de estúdio do Who raramente faziam justiça à forma de tocar de Entwistle, em parte porque ele era melhor ouvido em shows, onde ele e Pete Townshend frequentemente trocavam de papéis, com Entwistle fornecendo linhas melódicas rápidas e Townshend ancorando a música com acordes rítmicos. Ao mesmo tempo, Townshend notou que Entwistle fornecia a verdadeira cronometragem rítmica da banda, enquanto Keith Moon, com seus floreios em torno do kit, era mais como um tecladista. Em 1989, Entwistle apontou que, pelos padrões modernos, "o Who não tem um baixista adequado".
Entwistle também desenvolveu o que chamou de abordagem de "máquina de escrever" para tocar baixo. Envolvia posicionar a mão direita sobre as cordas para que todos os quatro dedos pudessem ser usados para bater percussivamente nas cordas, fazendo com que elas batessem no braço da guitarra com um som vibrante característico. Isso lhe deu a capacidade de tocar três ou quatro cordas ao mesmo tempo ou de usar vários dedos em uma única corda. Isso lhe permitiu criar passagens percussivas e melódicas. Este método não deve ser confundido com tappings ou slaps e, na verdade, é anterior a essas técnicas. Tocadores modernos como Ryan Martinie, da banda de heavy metal Mudvayne, usaram técnicas semelhantes. Entwistle pode ser visto usando essa técnica no documentário de Mike Gordon, Rising Low (2002). Notável em sua técnica com a mão esquerda foi o uso de slides, posicionando a mão esquerda para oitavas, e o uso da pentatônica ao tocar com o Who.
Entwistle era famoso pelo volume extremamente alto com que tocava baixo, chegando ao ponto de equipar captadores em cada corda de seus instrumentos. Isso o levou a desenvolver perda auditiva, semelhante à de Townshend. Embora não fosse tão público sobre seus problemas quanto Townshend, ele supostamente teve que confiar na leitura labial para entender a fala em seus últimos anos. Randy Bachman do Bachman-Turner Overdrive afirmou que no final de sua vida, Entwistle tocava principalmente sentindo a corrente de ar de seus amplificadores gigantes. Entwistle atribuiu sua perda auditiva ao uso de fones de ouvido.

## Influência
Entwistle identificou suas influências como uma combinação de seu treinamento escolar em trompa, trompete e piano (dando força e destreza aos dedos). Os músicos que o influenciaram incluíram o guitarrista de rock and roll Duane Eddy, e baixistas americanos de soul e R&B, como James Jamerson. Por sua vez, Entwistle tem sido uma influência considerável nos estilos de tocar e sons usados por gerações de baixistas que o seguiram, incluindo Tom Hamilton, Brian Gibson, Geezer Butler, Krist Novoselic, Geddy Lee, Billy Sheehan, Victor Wooten, Tom Petersson, John Myung e Chris Squire.
Entwistle continua no topo das pesquisas de 'melhor baixista' em revistas de músicos. Em 2000, a revista Guitar o nomeou "Baixista do Milênio" em uma enquete dos leitores. J. D. Considine classificou Entwistle em 9º lugar em sua lista dos "50 melhores baixistas". Ele foi nomeado o segundo melhor baixista de rock nos resultados da pesquisa do leitor de 1974 da revista Creem. Em 2011, uma pesquisa de leitores da revista Rolling Stone o selecionou como o baixista de rock número 1 de todos os tempos.

## Equipamento
Entwistle colaborou com fabricantes de baixo como Alembic, Warwick e Status Graphite Seu solo de baixo no single "My Generation" foi um Fender Jazz Bass com cordas enroladas em fita.
A coleção de guitarras e baixos de Entwistle foi leiloada na Sotheby's em maio de 2003.

## Discografia

### Álbuns de estúdio
- Smash Your Head Against the Wall (1971)
- Whistle Rymes (1972)
- Rigor Mortis Sets In (1973)
- Mad Dog (1975)
- Too Late the Hero (1981)
- The Rock (1996)
- Music from Van-Pires (2000)